# Andy Lonergan
Andrew Michael (Andy) Lonergan (Preston, 19 oktober 1983) is een Engels profvoetballer die als doelman speelt. 

## Loopbaan
Lonergan doorliep de jeugdopleiding van Preston North End waar hij in 2000 bij het eerste team kwam. Hij debuteerde op 16-jarige leeftijd in de League Cup en maakte dat seizoen ook zijn competitiedebuut in de First Division. Hij werd meermaals verhuurd en kwam vanaf het seizoen 2004/05 veel aan spelen toe bij het inmiddels in de Championship spelende Preston. Hij zou meer dan 200 competitiewedstrijden voor de club uit zijn geboortestad spelen voor hij Preston in 2011 verliet. Lonergan was hierna een vaste waarde in de Championship voor Leeds United, Bolton Wanderers en Fulham. Bij zijn volgende periodes bij Wolverhampton Wanderers, Leeds United en Middlesbrough kwam hij weinig meer aan spelen toe. In juli 2019 werd Lonergan op proef meegenomen voor oefenwedstrijden in de Verenigde Staten door Liverpool. Nadat eerste doelman Alisson Becker geblesseerd raakte, tekende Lonergan op 12 augustus een kort contract bij Liverpool wat al snel verlengd werd tot het einde van het seizoen 2019/20. Hij zat op de bank bij de gewonnen UEFA Super Cup 2019 en het Wereldkampioenschap voetbal voor clubs 2019. Lonergan maakte, zonder dat hij zelf in actie kwam, de winst van Liverpool van de Premier League 2019/20 mee waarna zijn contract afliep. Op 2 december 2020 tekende hij een kortlopend contract bij Stoke City dat uitkomt in de Championship dat na de blessure van eerste doelman Adam Davies ook diens vervangers Angus Gunn en Niki Mäenpää vanwege blessures moet missen. Hij kwam eenmaal in actie tijdens een wedstrijd om de EFL Cup. Op 9 januari 2021 tekende Lonergan een kortlopend contract bij West Bromwich Albion. In de zomer van 2021 tekende hij als derde doelman een contract voor een jaar bij Everton FC.

## Interlands
Via zijn grootouders kon Lonergan voor Ierland uitkomen. Hij speelde eenmaal voor Ierland onder 16. Hierna koos hij voor Engelse jeugdteams. Hij speelde voor Engeland onder 20 waarmee hij deelnam aan het Wereldkampioenschap voetbal onder 20 - 2003. Bij Engeland onder 21 was hij reservedoelman.

## Erelijst
| UEFA Super Cup                 | 1x | 2019    |
| Wereldkampioenschap voor clubs | 1x | 2019    |
| Premier League                 | 1x | 2019/20 |